# Nakahara Chūya

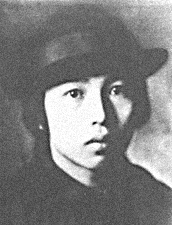
Nakahara Chūya

Nakahara Chūya (japanisch 中原 中也; * 29. April 1907 in der Präfektur Yamaguchi; † 22. Oktober 1937 in Tokio) war ein japanischer Lyriker.

## Leben
Nakahara verfasste seine ersten Gedichte als Achtjähriger, schickte als Grundschüler Tankas an Literaturzeitschriften und veröffentlichte gemeinsam mit einem Freund eine Gedichtsammlung (Sugurono). 1923 kam er an die Mittelschule nach Kyoto, wo er durch Takahashi Shinkichi mit dem Dadaismus bekannt wurde.
1925 kam er zum Studium nach Tokio. Hier lernte er Kawakami Tetsutarō und Ōoka Shōhei kennen, mit dem er das literarische Journal Hakuchigun gründete. In dem Journal veröffentlichte er in rascher Folge eigene Gedichte, außerdem erschienen Werke in Literaturzeitschriften wie Shiki, Bungakukai und Rekitei. Seine Werke, die abseits des Mainstreams der japanischen Lyrik der Zeit lagen, wurden außer von Literaturkritikern wie Kobayashi Hideo und Kawakami Tetsutaro kaum beachtet.
Nach dem Tod seines Kindes erlitt Nakahara 1936 einen Nervenzusammenbruch. Er starb im Folgejahr dreißigjährig vor dem Erscheinen seines zweiten Gedichtbandes Arishi Hi no Uta, an dem er bis zuletzt gearbeitet hatte.